# USS Clarence L. Evans (DE-113)
USS Clarence L. Evans (DE-113) là một tàu hộ tống khu trục lớp Cannon từng phục vụ cùng Hải quân Hoa Kỳ trong Chiến tranh Thế giới thứ hai. Nó là chiếc tàu chiến duy nhất của Hải quân Hoa Kỳ được đặt cái tên này, theo tên Hạ sĩ Thủy quân Lục chiến Clarence Lee Evans (1923-1942), người đã được tặng thưởng Huân chương Chữ thập Hải quân trong Chiến dịch Guadalcanal do thành tích chiếm hai khẩu súng máy đối phương hai ngày trước khi tử trận vào ngày 25 tháng 11, 1942. Nó đã phục vụ cho đến khi chiến tranh kết thúc, xuất biên chế năm 1947, rồi được chuyển cho Hải quân Pháp năm 1952, và tiếp tục phục vụ như là chiếc Berbère (F 723) cho đến năm 1960. Con tàu bị tháo dỡ sau đó.

## Thiết kế và chế tạo
Lớp Cannon có thiết kế hầu như tương tự với lớp Buckley dẫn trước; khác biệt chủ yếu là ở hệ thống động lực Kiểu DET (diesel electric tandem). Các động cơ diesel đặt nối tiếp nhau dẫn động máy phát điện để cung cấp điện năng quay trục chân vịt cho con tàu. Động cơ diesel có ưu thế về hiệu suất sử dụng nhiên liệu, giúp cho lớp Cannon cải thiện được tầm xa hoạt động, nhưng đánh đổi lấy tốc độ chậm hơn.
Vũ khí trang bị bao gồm ba pháo 3 in (76 mm)/50 cal trên tháp pháo nòng đơn có thể đối hạm hoặc phòng không, một khẩu đội pháo phòng không Bofors 40 mm nòng đôi và tám pháo phòng không Oerlikon 20 mm. Vũ khí chống ngầm bao gồm một dàn súng cối chống tàu ngầm Hedgehog Mk. 10 (có 24 nòng và mang theo 144 quả đạn); hai đường ray Mk. 9 và tám máy phóng K3 Mk. 6 để thả mìn sâu. Con tàu vẫn giữ lại ba ống phóng ngư lôi Mark 15 21 inch (533 mm). Thủy thủ đoàn đầy đủ bao gồm 15 sĩ quan và 201 thủy thủ.
Clarence L. Evans được đặt lườn tại xưởng tàu của hãng Dravo Corporation ở Wilmington, Delaware vào ngày 23 tháng 12, 1943. Nó được hạ thủy vào ngày 22 tháng 3, 1944, được đỡ đầu bởi bà E. E. Evans, và nhập biên chế cùng Hải quân Hoa Kỳ vào ngày 25 tháng 6, 1944 dưới quyền chỉ huy của Hạm trưởng, Thiếu tá Hải quân William Christopher Hughes Jr.

## Lịch sử hoạt động

### USSClarence L. Evans
Đi đến Norfolk, Virginia vào ngày 2 tháng 9, 1944, Clarence L. Evans phục vụ như tàu huấn luyện cho thủy thủ đoàn các tàu hộ tống khu trục trong tương lai. Nó cũng tiến hành thử nghiệm kiểu đạn pháo 5-inch mới và Foxer, thiết bị âm thanh gây nhiễu nhằm đối phó lại kiểu ngư lôi dò âm G7es (T5) của Đức. Nó khởi hành từ Norfolk, Virginia vào ngày 19 tháng 10 cho chuyến hộ tống vận tải đầu tiên trong tổng năm lượt khứ hồi vượt Đại Tây Dương, từ New York sang Glasgow, Southampton, Plymouth và Le Havre. Xen kẻ giữa các chuyến đi kéo dài trung bình 30 ngày này là những giai đạn huấn luyện tại New London, Connecticut hoặc Casco Bay, Maine.
Sau khi được đại tu tại Xưởng hải quân Brooklyn từ ngày 29 tháng 5 đến ngày 22 tháng 6, 1945, Clarence L. Evans đi đến Căn cứ Không lực Hải quân Quonset Point, Rhode Island để phục vụ canh phòng máy bay cho hoạt động huấn luyện chuẩn nhận phi công của các tàu sân bay. Nó rời khu vực vịnh Narragansett vào ngày 17 tháng 8 để đi đến Miami, Florida, tiếp tục nhiệm vụ bảo vệ và canh phòng máy bay cho tàu sân bay cho đến ngày 2 tháng 10, khi nó quay trở về Brooklyn, New York để được đại tu. Con tàu được chuyển đến Green Cove Springs, Florida vào ngày 10 tháng 11, nơi nó được cho xuất biên chế vào ngày 29 tháng 5, 1947 và đưa về thành phần dự bị thuộc Hạm đội Dự bị Đại Tây Dương.

### Berbère(F 723)
Clarence L. Evans được chuyển cho Pháp vào ngày 29 tháng 3, 1952  theo khuôn khổ Chương trình Viện trợ Quân sự và nhập biên chế cùng Hải quân Pháp như là chiếc Berbère (F 723). Con tàu được cho ngừng hoạt động và tháo dỡ vào năm 1960.

## Phần thưởng
Nguồn: Navsource Naval History
|  |  |  |

| Huân chương Chiến dịch Hoa Kỳ | Huân chương Chiến dịch Châu Âu-Châu Phi-Trung Đông | Huân chương Chiến thắng Thế Chiến II |